# Literarische Schreibratgeber
Literarische Schreibratgeber sind vornehmlich an ein Laienpublikum adressierte Lehrbücher, die ihre Leser beim Verfassen literarischer Texte unterstützen wollen. Ziel ist es, die sprachliche Kreativität des Lesers zu fördern und/oder ihn mit den handwerklichen Grundregeln von Romanen, Kurzgeschichten oder Dramen vertraut zu machen. Literarische Schreibratgeber unterscheiden sich aufgrund ihres anwendungsorientierten Zuschnitts von literaturwissenschaftlicher Fachliteratur. Sie referieren in ihrer Grundhaltung auf die Werke der Rhetorik und Poetik, die von der Antike bis ins 18. Jahrhundert die Produktion und Ausgestaltung von Texten normierten. Unterschieden werden kann auf dem zeitgenössischen Schreibratgeber-Markt zwischen dem ergebnisorientierten, dem prozessorientierten und dem persönlichkeitsorientierten Ratgebertyp.

## Geschichte
Die populäre literarische Ratgeberkultur entwickelte sich im Laufe des 20. Jahrhunderts in den USA. Hervorgerufen wurde diese Entwicklung durch die akademische Verbreitung des Creative Writing, das sich ab 1900 an amerikanischen Universitäten als eigenständiges Fach etablierte. Im Gegensatz zur Genieästhetik ('Dichten kann man nicht lernen') geht Creative Writing davon aus, dass grundlegende literarische Schreibtechniken von einer Vielzahl von Menschen erlernt werden können.
In Deutschland entsteht ein ausdifferenzierter Schreibratgeber-Markt erst in den 1990er Jahren im Zuge der sogenannten Professionalisierung des Literaturbetriebs. War der einheimische Ratgebermarkt zunächst ein vornehmlich angloamerikanischer Importmarkt, so sind seit den 2000er Jahren vermehrt auch Schreibratgeber von teils renommierten deutschsprachigen Autoren erschienen.

## Modelle
Seit den 1990er Jahren wurden auf dem deutschsprachigen Markt weit über 200 literarische Schreibratgeber publiziert. An unscharfen Grenzen zu literarischen Schreibratgebern existieren therapeutische Schreibratgeber, die auf die Bewusstwerdung und Bewältigung eigener Probleme abzielen, sowie Autorenhandbücher, die in die Strukturen des Literaturmarkts einführen. Daneben gibt es spezialisierte Schreibratgeber für die unterschiedlichsten Bereiche: Drehbücher, Reden, Biografien, Sach- und Gebrauchstexte uvm. Der Großteil der literarischen Schreibratgeber leitet zum Verfassen von Romanen an.

### Ergebnisorientierte Schreibratgeber
Der am weitesten verbreitete Typus des literarischen Schreibratgebers ist der ergebnisorientierte. Hier gibt der Ratgeberautor dem Leser konkrete Anweisungen, wie er zum Endprodukt Roman gelangt. Der Fokus liegt dabei meist auf der potentiellen Markttauglichkeit des Werkes. Als Standardwerk lässt sich James N. Freys Ratgeber „Wie man einen verdammt guten Roman schreibt“ nennen, in dem Frey eine normativ geleitete Handlungsanweisung zum erfolgreichen Roman bietet.
Die Tipps der ergebnisorientierten Schreibratgeber beziehen sich überwiegend auf die Konzeptionsphase eines Romans, nicht auf den eigentlichen Schreibakt. Grundsätzlich wird dem Schreibenden geraten, zukünftige Leser bereits in der Planungsphase mitzudenken: Wenn zum Zeitpunkt des Schreibens die jeweiligen Normativa des Schreibratgebers nicht eingehalten werden, „klappt der Leser [später] das Buch zu, und das wär’s dann gewesen.“
Ein gutes Buch im Verständnis der Ratgeberautoren ist tendenziell eines, das den Leser emotional involviert und ein hohes Identifikationspotenzial bietet. Zentrale Kategorien sind daher authentische Figuren mit starken Handlungsmotiven, die in einem spannungsgeladenen Gefüge agieren. Ebenso gilt: ohne Konflikt keine Story. Um optimale Lesbarkeit zu garantieren, liegt der Fokus auf dem szenischen Erzählen. Die mitunter simplifizierenden Thesen und Anweisungen gehen oft auf eine Zusammenfassung antiker Schriften und Poetiken zurück, aus denen vermeintlich archetypische Erzählmuster herausgefiltert werden.
Neben James N. Frey sind weitere Autoren der ergebnisorientierten Kategorie Sol Stein, Lajos Egri und Ronald B. Tobias.

### Prozessorientierte Schreibratgeber
Der prozessorientierte Ratgeber stellt sich gegen eine regelfixierte, produktorientierte  Ausrichtung des literarischen Schreibens. Demnach nimmt er dem ergebnisorientierten Ratgeber gegenüber eine tendenziell antagonistische Stellung ein. Dies zeigt sich unter anderem in Bernays’/Painters Ratgeber Was wäre wenn? Schreibübungen für Schriftsteller:

„Dieses Buch gibt keine theoretischen Anleitungen, sondern wirft einen mit den Übungen mitten hinein in die Praxis des Schreibens.“

Statt der Aneignung erzähltheoretischen Wissens soll der Leser auf Grundlage des Learning-by-Doing-Prinzips ganz grundsätzlich zu einem präzisen und bewussten Umgang mit Sprache angeleitet werden.
Ziel prozessorientierter Ratgeber ist demnach die Entwicklung, Förderung und Verbesserung literarischer Schreibfähigkeiten. Dies bedarf im Verständnis der Ratgeberautoren vor allem praktischer Erfahrung: Größte Aufmerksamkeit setzt das prozessorientierte Modell auf das konstante, möglichst tägliche Üben. Unterschieden wird zwischen Übungen, die den Schreibakt thematisieren, und Übungen, in denen bestimmte Schreibverfahren erprobt werden sollen (Porträtieren, Assoziieren, Verdichten usw.). So stellt etwa Hanns-Josef Ortheil in seinem Ratgeber Schreiben dicht am Leben. Notieren und Skizzieren Schreibverfahren 19 verschiedener Schriftsteller vor, welche der Leser in der anschließenden Aufgabe imitieren bzw. variierend erproben soll.
Weitere Beispiele prozessorientierter Ratgeber sind: A. Barnays/P. Painter: Was wäre, wenn? Schreibübungen für Schriftsteller, R. McClanahan: Schreiben wie gemalt. Ein Workshop für die Kunst der Beschreibung.

### Persönlichkeitsorientierte Schreibratgeber
Beim persönlichkeitsorientierten Modell handelt es sich in der Regel um subjektive Erfahrungsberichte von Autoren, die zu einer literarischen bzw. schöpferischen Lebenspraxis anleiten wollen. So betont das bereits 1934 erschienene US-amerikanische Standardwerk Schriftsteller werden von Dorothea Brande, dass der Schreibende zuerst erkennen muss, „was es bedeutet ein Schriftsteller zu sein und was die Persönlichkeit eines Künstlers ausmacht.“
Gefördert wird insbesondere die mentale und lebenspraktische Dimension literarischer Arbeitsprozesse. Überdies soll durch die Aktivierung unbewusster schöpferischer Kräfte ein authentischer, unverfälschter sprachlicher Selbstausdruck gefördert werden.
Im nicht immer trennscharfen Gegensatz dazu legen therapeutische Ratgeber wie Gabriele Ricos Garantiert Schreiben lernen oder Lutz von Werders …triffst du nur das Zauberwort den Schwerpunkt auf die Selbstheilung durch das expressive Schreiben.
Beispiele für persönlichkeitsorientierte Schreibratgeber: Anne Lamott: Bird by Bird. Wort für Wort. Anleitung zum Schreiben und Leben als Schriftsteller, Natalie Goldberg: Der Weg des Schreibens. Durch Schreiben zu sich selbst finden.